# Narodni muzej Slovenije

Narodni muzej Slovenije je najstarejša slovenska kulturna ustanova, ki neprekinjeno deluje od leta 1821. 

## Zgodovina
Po odloku avstrijskega cesarja Franca I. se je imenoval Kranjski deželni muzej, in je sprva našel svoje prostore v ljubljanskem liceju na Vodnikovem trgu. Leta 1831 (10 let po ustanovitvi) je muzej odprl svojo prvo stalno razstavo, pet let kasneje pa izdal prvi vodnik po muzejskih zbirkah. Cesar Franc Jožef je leta 1882 dovolil, da se nazivu ustanove doda ime »Rudolfinum« (v čast prestolonaslednika). 
Današnja muzejska stavba je prva za muzej namensko grajena stavba na območju današnje Republike Slovenije in je bila za javnost odprta leta 1888, leta 1921 pa se je Kranjski deželni muzej - »Rudolfinum« preimenoval v Narodni muzej. Leta 1933 je muzej odstopil Narodni galeriji velik del slikarske in kiparske zbirke. Najpomembnejši razstavni eksponati v stalni zbirki so najstarejša piščal na svetu iz Divjih bab, vaška situla, deblak ali monoksil, izdolbenec, drevak) iz časa mostiščarjev, egipčanska mumija in nekaj drugih predmetov, najdenih na območju Slovenije. Leta 1991 je bilo notranje muzejsko dvorišče prekrito in s tem je bil pridobljen prostor za razne prireditve in občasne dodatne razstave, leta 2006 pa je bil odprt lapidarij v novem prizidku na zunanjem dvorišču. Leta 1997 je bila ustanova preimenovana v Narodni muzej Slovenije.
Leta 2021 je predsednik republike Borut Pahor ob praznovanju 200-letnice Narodnega muzeja Slovenije v Cankarjevem domu muzeju vročil odlikovanje zlati red za zasluge.

## Stavba
Osrednja stavba Narodnega muzeja stoji v bližini slovenskega parlamenta in slovenskega zunanjega ministrstva, nasproti pa na istem trgu stoji Ljubljanska opera. Zgradil jo je med letoma 1883 in 1885 gradbeni mojster Wilhelm Treo v sodelovanju z Janom Vladimírjem Hráským v neorenesančnem slogu. Treo je v veliki meri sledil načrtom dunajskega arhitekta Wilhelma Rezorija.
2. decembra 1888 je bila stavba odprta kot prva muzejsko zgrajena stavba v današnji Republiki Sloveniji. Leta 1903 so pred muzejem postavili bronasti spomenik kranjskemu polihistorju Janezu Vajkardu Valvazorju, ki ga je zasnoval kipar Alojz Gangl.

## Lapidarij
Prvi lapidarij v Ljubljani je ustanovil že grof Franc Hohenwart leta 1821. V prostorih licejske stavbe je postavil prvo epigrafsko zbirko kamnitih spomenikov, zato velja za začetnika in ustanovitelja prvega lapidarija v Ljubljani. Ob dograditvi nove muzejske stavbe v času muzejskega ravnatelja Karla Dežmana so v pritličnih in kletnih prostorih našli svoje mesto tudi rimski kamniti spomeniki, ki so jih zaradi pomanjkanja prostora neurejeno vzidovali v stene pritličnega hodnika. Leta 1995 so pričeli urejati lapidarij v pritličju muzeja in pokriti lapidarij na vrtu muzeja. Prenova je potekala v sklopu 10-letnega projektnega delu številnih muzealcev iz cele Slovenije. Obiskovalcem lapidarija sedaj lahko pokažejo vrhunsko razstavo »Zbirka rimskih kamnitih spomenikov iz obdobja 1. do 4. stoletja n. št.«. Zbirka obsega 200 kamnitih spomenikov z rimskimi latinskimi napisi, ki so večinoma iz Emone in Iga ter njegove okolice. Ostali spomeniki so iz Trojan, Zasavja in Dolenjske, saj je bil muzej več desetletij edina znanstvena in kulturna ustanova Kranjske.

## Dislocirane enote muzeja
- Muzejska zbirka na gradu Snežnik
- Muzejska zbirka na Blejskem gradu

## Nagrade in priznanja
- 2000: Valvasorjevo priznanje za numizmatični kabinet[3]